# Wytrych

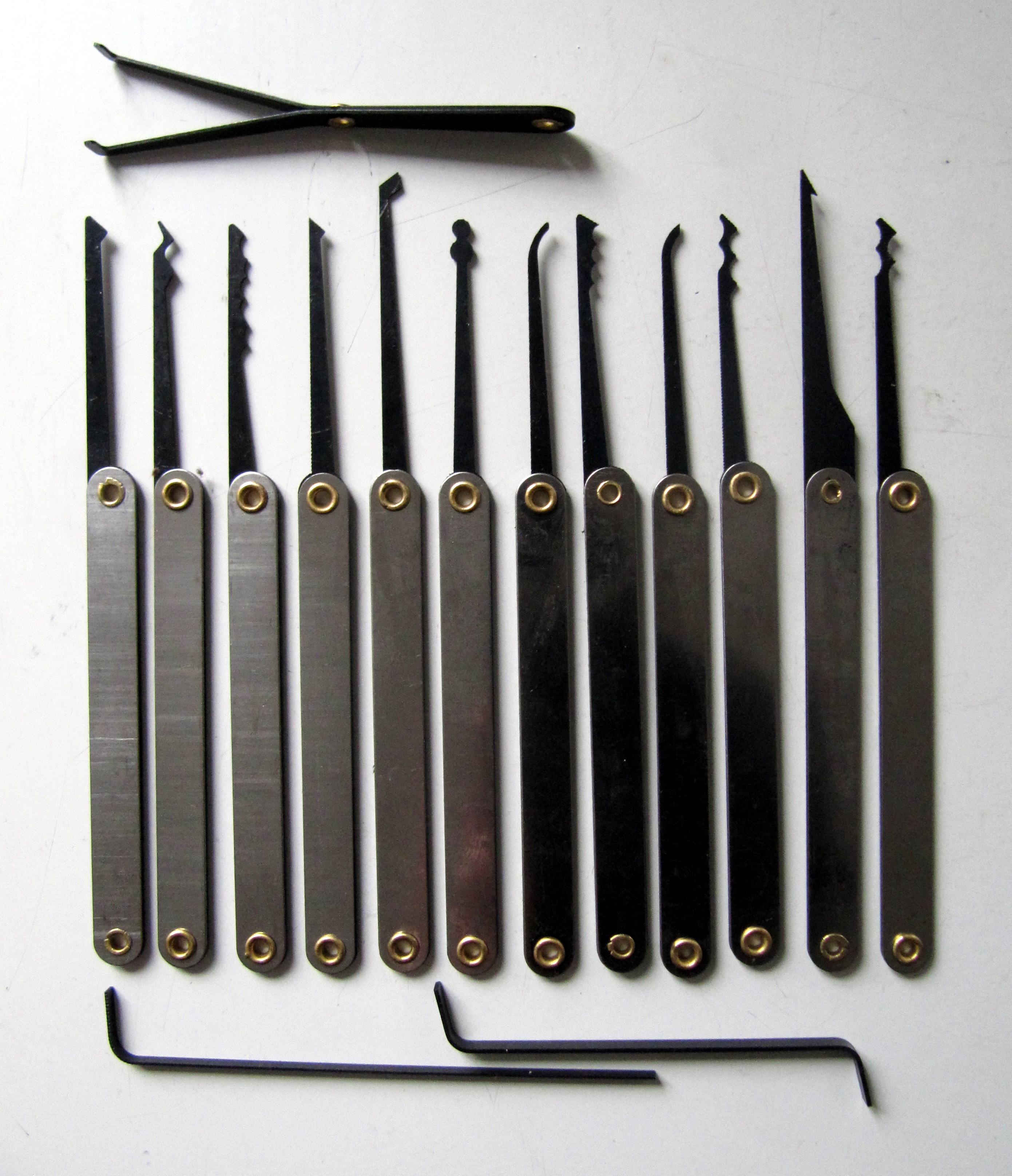
Zestaw wytrychów

Wytrych – narzędzie służące do otwierania lub odblokowania zamków (w drzwiach, do samochodu, w szafkach itp.), używany w przypadku braku klucza przez ślusarza.
Wytrych pomaga kolejno ustawić poszczególne zapadki lub piny blokujące cylinder w odpowiednich pozycjach, po wcześniejszym napięciu cylinderka napinaczem, tak, aby piny już ustawione nie wracały do pozycji wyjściowej. Pozwala to na odblokowanie mechanizmu zamka.
W Polsce, zgodnie z kodeksem wykroczeń, art. 129 § 1, posiadanie lub wyrabianie wytrychów przez osoby nietrudniące się zawodem, w którym jest to niezbędne, jest karalne. Dzieje się tak niezależnie od przeznaczenia wytrychów lub intencji posiadacza.